# THE BIG HIP
THE BIG HIP（ザ・ビッグ・ヒップ）は、白井幹夫（元THE HIGH-LOWS）と梶原徹也（元THE BLUE HEARTS）の2人によって2005年に結成された、キーボードとドラムによる日本の2ピース・ロックバンドである。
デビューアルバムには、甲本ヒロトや真島昌利が参加するなど、元THE BLUE HEARTSのメンバーとも変わらぬ親交がある。2008年10月より活動休止。

## 概要
2003年にTHE HIGH-LOWSを脱退し、ソロ活動していた白井のライブに来ていた梶原が、10年ぶりにセッションをして意気投合。ザ・ビッグヒップ結成に至る。基本はピアノとドラムの2ピース・バンドだが、様々なミュージシャンとコラボレーションして枠にとらわれない活動をしている。

## メンバー
- 白井幹夫（しらい みきお、1950年5月31日 - ）キーボード&ボーカル
- 梶原徹也（かじわら てつや、1963年9月26日 - ）ドラムス&ボーカル

## 略歴
- 2005年
  - 4月29日 東京・目黒VERGEにて、THE BIG HIP結成宣言
  - 6月26日 大阪・心斎橋サンホールで結成ライブ
- 2006年
  - 1月11日 1枚目のアルバム『ザ・ビッグヒップ』発売
  - 2月22日 iTunesで世界デビュー
- 2007年
  - 11月11日 2枚目のアルバム『赤道直下』発売（当初はライブ会場・公式サイトでのみ販売。2008年4月23日より全国レコード店で発売開始）
- 2008年
  - 10月18日 東京・新宿JAMでワンマンライブ、これをもって一旦活動休止。